# Грейс Чанда
Грейс Чанда (англ. Grace Chanda; нар. 11 червня 1997, Замбія) — замбійська футболістка, півзахисниця клубу «ЗЕСКО Юнайтед» та національної збірної Замбії. Одна з гравчинь, яка поїхала на футбольний турнір Літньої Олімпіади 2020 року.

## Клубна кар'єра
Дорослу футбольну кар'єру розпочала 2016 року в замбійському клубі «Кавела». У 2018 році перейшла до «ЗЕСКО Юнайтед».

## Кар'єра в збірній
У складі дівочої збірної Замбії (WU-17) поїхала на Дівочий чемпіонат світу (WU-17) 2014 року. У складі команди WU-17 дебютувала 16 березня 2014 року в програному (0:2) поєдинку проти одноліток з Італії. Грейс вийшла на поле на 82-ій хвилині, замінивши Дженні Мубангу. Дебютним голом за дівочу збірну Замбії відзначилася 23 березня 2014 року на 8-ій хвилині переможного (2:1) поєдинку проти дівочої збірної Коста-Рики (WU-17). Чанда вийшла на поле в стартовому складі та відіграла увесь матч. Загалом на вище вказаному турнірі зіграла 3 матчі, в яких відзначилася 1 голом.
У 2018 році отримала виклик до національної збірної Замбії для участі в Кубку африканських націй. На вище вказаному турнірі дебютувала 18 листопада 2018 року в переможному (5:0) поєдинку проти Екваторіальної Гвінеї. Грейс вийшла на поле в стартовому складі та відіграла увесь матч, а на 7-ій хвилині відзначилася дебютним голом за національну команду.

### Голи за збірну
Рахунок та результат збірної Замбії в таблиці вказано на першому місці
| № | Дата              | Стадіон                                           | Суперник             | Рахунок | Результат | Змагання                                                              |
| - | ----------------- | ------------------------------------------------- | -------------------- | ------- | --------- | --------------------------------------------------------------------- |
| 1 | 18 листопада 2018 | Спортивний стадіон Кейп-Кост, Кейп-Кост, Гана     | Екваторіальна Гвінея | 1–0     | 5–0       | Кубок африканських націй серед жінок 2018                             |
| 2 | 28 серпня 2019    | Нколома, Лусака, Замбія                           | Зімбабве             | 2–0     | 5–0       | кваліфікація Олімпійського футбольного турніру 2020 - другий раунд    |
| 3 | 28 серпня 2019    | Нколома, Лусака, Замбія                           | Зімбабве             | 3–0     | 5–0       | кваліфікація Олімпійського футбольного турніру 2020 - другий раунд    |
| 4 | 28 серпня 2019    | Нколома, Лусака, Замбія                           | Зімбабве             | 4–0     | 5–0       | кваліфікація Олімпійського футбольного турніру 2020 - другий раунд    |
| 5 | 8 жовтня 2019     | Франсистаун Стедіум, Франсистаун, Ботсвана        | Ботсвана             | 1–0     | 2–0       | кваліфікація Олімпійського футбольного турніру 2020 - третій раунд    |
| 6 | 8 жовтня 2019     | Франсистаун Стедіум, Франсистаун, Ботсвана        | Ботсвана             | 2–0     | 2–0       | кваліфікація Олімпійського футбольного турніру 2020 - третій раунд    |
| 7 | 8 листопада 2019  | Міжнародний спортивний центр Моі, Касарані, Кенія | Кенія                | 1–0     | 2–2       | кваліфікація Олімпійського футбольного турніру 2020 - четвертий раунд |
| 8 | 5 березня 2020    | стад Амаду Аїджо, Яунде, Камерун                  | Камерун              | 1–0     | 2–3       | кваліфікація Олімпійського футбольного турніру 2020 - п'ятий раунд    |
| 9 | 5 березня 2020    | стад Амаду Аїджо, Яунде, Камерун                  | Камерун              | 2–2     | 2–3       | кваліфікація Олімпійського футбольного турніру 2020 - п'ятий раунд    |